# معمای شاه
معمای شاه، عنوان مجموعه تلویزیونی با ژانر تاریخی به کارگردانی محمدرضا ورزی است. این سریال، داستان به قدرت رسیدن رضاشاه پهلوی و محمدرضاشاه پهلوی در ایران و جریانات سیاسی، فرهنگی، اقتصادی و اجتماعی در دوره پادشاهی محمدرضا پهلوی و دوران حکومت وی از زمان بازگشت او از مصر، پس از ازدواج با ملکه فوزیه تا انقلاب ۵۷ و پیروزی انقلاب اسلامی به تصویر می‌کشد. در این مجموعه، ۱۲۰ بازیگر اصلی و ۸۵۳ بازیگر فرعی، حضور دارند. ۹۱۰ سکانس دارد و کل بازیگران سریال، ۱۶۰۰ نفر هستند. مجموعه معمای شاه در ۹۵ قسمت با هزینه ۷۰ میلیارد تومان در پنج سال، ساخته شده‌است.

## موسیقی متن
موسیقی متن این سریال به گفته و ادعای محمدرضا ورزی کارگردان سریال معمای شاه به صورت انحصاری توسط بابک زرین ساخته شده‌است درحالی که بیشتر آثار برداشتی از مجموعه موسیقی: Apocalypse Second World War 2 و ساخته Kenji Kawai است.

## پشیمانی جعفر والی بازیگر
حدوداً پس از اتمام پخش سریال بازیگران زیادی از اینکه در این سریال حضور داشتند ابراز پشیمانی کردند. جعفر والی قاطع‌ترین ابراز پشیمانی را کرد. او طی یک مصاحبه گفت: «من در طول عمرم یک کار انجام دادم که خیلی پشیمانم؛ سریال معمای شاه. ما در این دوران زندگی کردیم. والله این‌طور نبود. به خدا این‌طور نبود که این سریال روایت می‌کند.» و تهیه‌کننده سریال معمای شاه؛ علی لدنی در پاسخ به جعفر والی و خبرنگاران گفت: «طرح چنین اظهاراتی از سوی این بازیگر و تخطئه سریالی که گروهی از هنرمندان مختلف در ساخت آن حضور دارند، مایه تاسف است. این مطالب در شرایطی عنوان می‌شود که سازندگان سریال بیشترین همکاری را با او داشته و حتی در مواقعی که آقای جعفرخان والی قادر به حفظ کردن دیالوگ‌ها نبودند و کار ضبط سریال به برداشت‌های طولانی و مختلف می‌انجامید، گروه سازنده با صبر و بردباری فراوان این وضعیت را تحمل کرده و با همراهی مسوولانه سعی کرده‌اند خللی به نقش وی وارد نشود. حالا مشخص نیست چرا ایشان چنین اظهاراتی را دربارهٔ سریال بیان کرده‌اند.»
لدنی در ادامه با اشاره به بخش دیگری از اظهارات والی که در آن با ذکر قسم جلاله «والله» عنوان کرده: «آن دوران این‌طور نبود که این سریال روایت می‌کند» گفت: «بازیگری در کسوت و پیشینهٔ جعفر والی قاعدتاً باید پیش از حضور در اثری، فیلم نامه آن را مطالعه کنند. اگر در مورد معمای شاه فیلم نامه ای که به ایشان داده شده را مطالعه نکرده باشند، اشکالی حرفه ای و جدی به وی وارد است. اگر هم مطالعه کرده‌اند و سپس نقش را قبول کرده‌اند؛ دیگر طرح چنین مطالبی چه موضوعیتی دارد؟!» شواهد نشان می‌دهد آنچه که ساخته شده با آنچه که نگاشته شده عیناً تطابق دارد.
لدنی دربارهٔ بخش دیگر سخنان والی که با ارجاع به آن زمان گفته وضعیت دوران پهلوی شبیه آنچه معمای شاه نشان می‌دهد نبوده گفت: «زندگی کردن افراد در یک دوره خاص دلیلی بر اطلاع از همه جزئیات و زوایای تاریخی یک دوره نیست. حضور ایشان در آن دورهٔ تاریخی که سند تاریخی به حساب نمی‌آید. آیا جعفر والی در لایه‌های پنهان آن مقطع تاریخی حضور داشته‌است؟ آیا به دربار، ساواک و نسخت وزیری رفت و آمده داشته‌است؟ آیا با نمایندگان قدرت‌های خارجی آن دوره ارتباط داشته‌اند؟ از نظر ایشان کدام بخش از سریال خلاف واقع است؟ آیا رویدادهایی مانند: بحران نان، وقایع سی تیر، بیست و هشت مرداد و… زاییده تخیل سازندگان سریال بوده یا در عالم واقعیت رخ داده‌است؟ اساساً کدام بخش از سریال از نظر استاد والی با واقعیت تاریخی متناقض است که ما درخصوص آن تأمل کنیم؟»
لازم است ذکر شود این مجموعه تخت نظر مورخان معتبر کشور به رشتهٔ تحریر درآمده که صد البته نمی‌تواند نگاه شخصی نویسندهٔ اثر در محتوای تاریخی سریال حاکم باشد. مورخینی که هر کدام ده‌ها تألیف داشته که برخی از آن در دانشگاه‌ها تدریس می‌شود. صرف نظر از کار پژوهشی ۵۶۰۰ نسخه سند از ساواک، نخست‌وزیر، وزارت دربار و غیره در اختیار پروژه قرار داده شده که نمی‌توان آن را انکار کرد و فجایع رخ دادهٔ عصر پهلوی را نادیده گرفت.
در آخر معروض می‌دارم، آقای والی عزیز و گرامی حضورتان در پروژه معمای شاه برای کل عوامل افتخاری بوده و همچنان جنابعالی را جزء گروه و عوامل معمای شاه می‌دانیم ولی متأسفانه برخی شما را برای رسیدن به مقاصد خودشان دستاویز قراردادند تا به نیت‌های سیاسی خودشان نزدیک شوند و از چهره فرهنگی شما برخی نیات سیاسی را تحقق بخشند.

## شکست سریال
این سریال نخستین بار در آبان ماه سال ۱۳۹۴ خورشیدی روزهای جمعه ساعت ۲۲ از شبکه یک پخش گردید. پس از شبکه یک، شبکه سه سریال را روزهای پنجشنبه به آنتن برد. پس گذشت چند ماه از پخش سریال و ناتوانی سریال از جذب مخاطب سریالمعمای شاه از کنداکتور شبکه سه خارج گردید و فقط از شبکه یک پخش گردید. صدا و سیما در اقدامی غیرمنتظره سریال را کلا از کنداکتور شبکه یک خارج کرد که آسیب بسیار شدیدی به سریال وارد کرد و در این مورد هیچ توضیحی به مخاطبان ارائه داده نشد. پس از گذشت حدوداً ۳ ماه با پیگیری تهیه‌کننده، سریال معمای شاه در آبان ماه ۱۳۹۵ مجدداً از قسمت نخست روزانه ساعت ۲۲ از شبکه یک پخش می‌شد؛ و پس از گذشت چند هفته شبکه آزمایشی HD سریال را پخش نمود ولی شبکه از لیست شبکه‌های صدا و سیما حذف و به جایش شبکه تماشا جایگزین گردید؛ و شبکه تماشا هم مجدداً شروع به پخش سریال کرد و برخلاف انتظار که سریال از دو شبکه پخش می‌شد سریال نمی‌توانست مخاطبان را جذب کند و صدایشان را درآورد. در پرسش و پاسخی از مخاطبان اظهار شد که: سریالی با روند کند، داستانی ضعیف، دیالوگ‌های تکراری، سوتی‌های شدید و … در نتیجه سریال معمای شاه با وجود شکست در جذب مخاطب و صرف هزینه‌های میلیاری و توقف در پخش و تمامی حاشیه‌ها در بهمن ماه سال ۱۳۹۶ به اتمام رسید و آخرین بار ۱۴ قسمت آن در شبکه دو با نام کابینه در سال ۹۷ پخش شد و تا اکنون سریال معمای شاه از هیچ شبکه سریال محور پخش نگردید..
عدم اقبال عمومی کار را به آنجا رسانده که پای خوانندگان معروف به دهه پنجاه مانند ستار و ابی را به سریال باز نمود که این موضوع باعث ساخت جک و طنز جمله‌هایی در رسانه‌های اجتماعی شد و نتیجه آن حواشی بیشتر برای نقد منفی این سریال پر هزینه از جیب مردم شده‌است.

## بازیگران

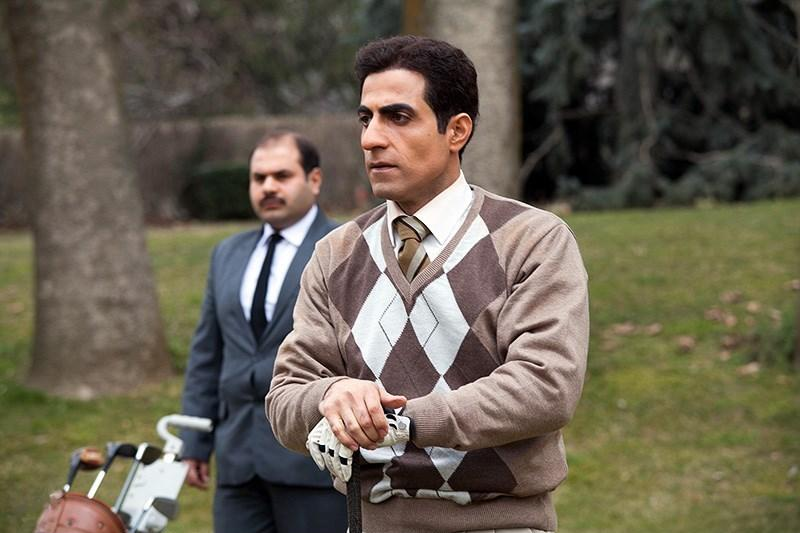

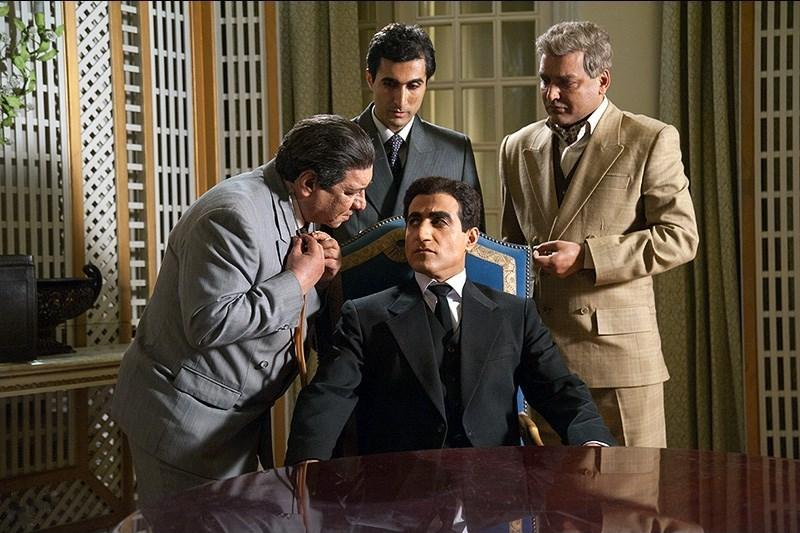

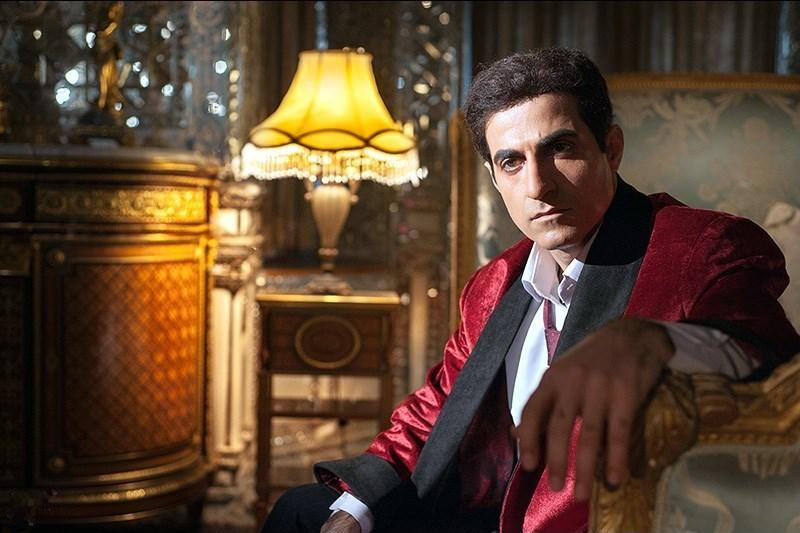

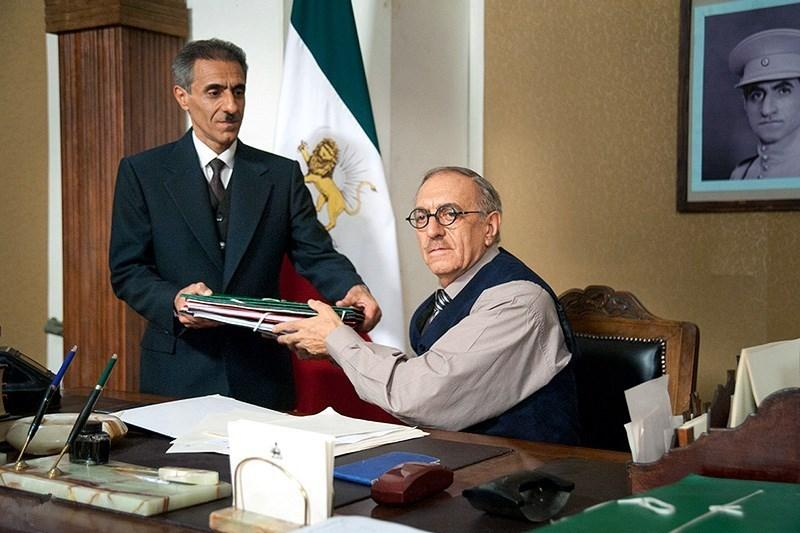

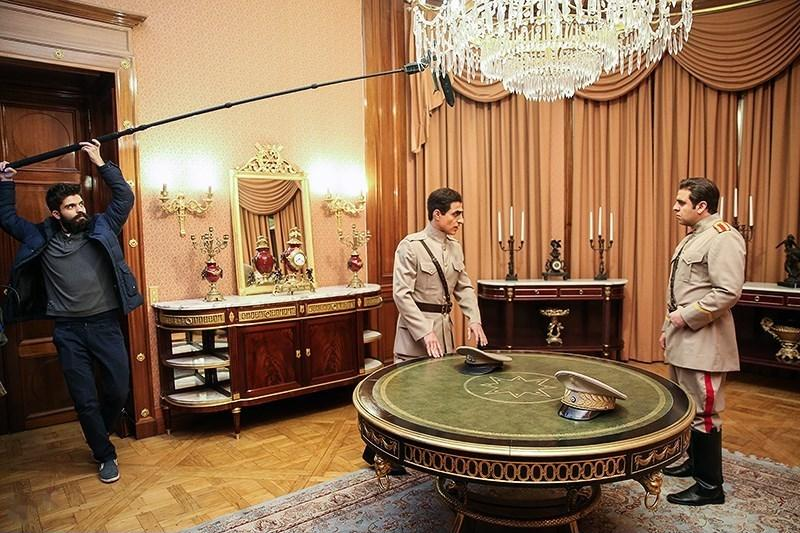

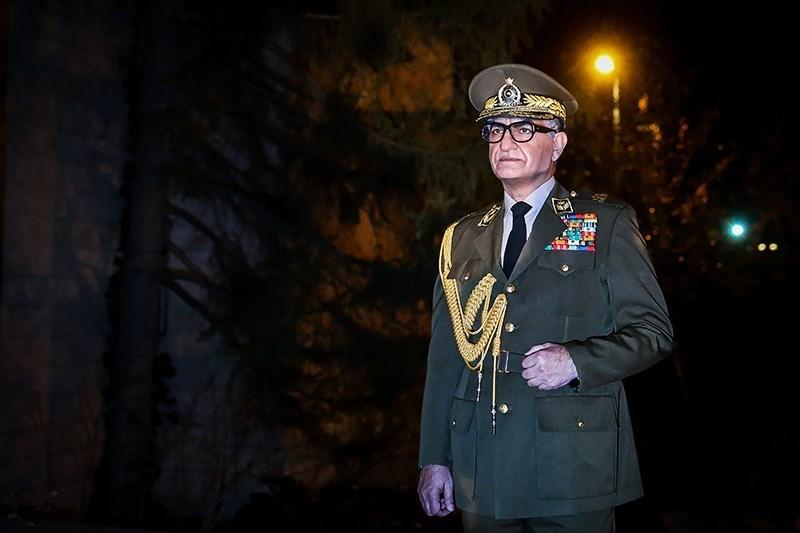

در جدول زیر بازیگران این مجموعه و نقش هر کدام ذکر شده‌است.
| هنرپیشه           | در نقش                            |
| ----------------- | --------------------------------- |
| حسین نورعلی       | محمدرضا شاه                       |
| امیرمهدی کیا      | محمدرضا شاه (میانسالی)            |
| امیریل ارجمند     | محمود وزیری                       |
| سعید نیک‌پور       | دکتر احمد وزیری                   |
| حدیث فولادوند     | ملکه فوزیه                        |
| ساغر عزیزی        | فرح دیبا                          |
| گوهر خیراندیش     | طوبی                              |
| باران زمانی       | شهناز پهلوی                       |
| آزاده اسماعیل‌خانی | نور آفاق                          |
| نازنین فراهانی    | نور آفاق (میانسالی)               |
| محمدرضا شریفی‌نیا  | جعفر مهرداد                       |
| نرگس محمدی        | گلنار                             |
| ترلان پروانه      | شاگرد جعفر مهرداد                 |
| حسین محب‌اهری      | عبدالکریم ایادی                   |
| محمدجمال رحمتی    | ولیعهد (نوجوان)                   |
| امیرحسین کافتری   | ولیعهد (کودک)                     |
| علی فرجام‌ فر      | غلامرضا پهلوی                     |
| شیرین ایزدی       | شمس پهلوی                         |
| علی شجره          | علیرضا پهلوی                      |
| مژگان ربانی       | اشرف پهلوی                        |
| گیتی ساعتچی       | تاج‌الملوک آیرملو                  |
| جعفر دهقان        | رضاشاه                            |
| رز رضوی           | آذر ابتهاج                        |
| مهراوه شریفی‌نیا   | ثریا اسفندیاری                    |
| انوش نصر          | حسین علاء                         |
| عبدالرضا اکبری    | فضل‌الله زاهدی                     |
| اصغر معینی        | محمد مصدق                         |
| بیژن افشار        | سید ضیاءالدین طباطبایی            |
| محمدعلی نجفی      | احمد قوام                         |
| احمد نجفی         | حاجعلی رزم‌آرا                     |
| سعید بحرالعلومی   | ساعد مراغه‌ای                      |
| جمشید جهان‌زاده    | عبدالحسین هژیر                    |
| قاسم طاهراحمدی    | علی سهیلی                         |
| رضا میرمعنوی      | محمدعلی فروغی                     |
| سیاوش مفیدی       | احمد متین‌دفتری                    |
| محمد ابهری        | محمود جم                          |
| آرام جعفری        | پروین غفاری                       |
| محسن صادقی‌نسب     | مش رمضون                          |
| محمدرضا خسرویان   | منوچهر اقبال                      |
| اکبر معززی        | علی امینی                         |
| داریوش کاردان     | امیرعباس هویدا                    |
| فرامرز روشنایی    | جمشید آموزگار                     |
| فخرالدین صدیق‌شریف | جعفر شریف‌امامی                    |
| حبیب‌الله ثامنیه   | غلامرضا ازهاری                    |
| سیامک اطلسی       | شاپور بختیار                      |
| حمید منوچهری      | سید ابوالقاسم کاشانی              |
| علی دهکردی        | سید محمود طالقانی                 |
| رسول توکلی        | مرتضی مطهری                       |
| حسین پرستار       | استاکیل                           |
| منوچهر زنده‌دل     | هری ترومن                         |
| پرویز دهناد       | ریچارد نیکسون                     |
| حسن شاهرخی        | جیمی کارتر                        |
| محمد عبادی        | زبیگنیف برژینسکی                  |
| ولی‌الله مؤمنی     | گئورگ وارطانیان                   |
| شهرام عبدلی       | ژوزف استالین_منوچهر مأمور ساواک   |
| رضا فیاضی         | وینستون چرچیل                     |
| علی زرینی         | وودهاس                            |
| رامین ناصرنصیر    | کرمیت روزولت                      |
| امیرحسین صدیق     | گاست                              |
| فخرالدین صدیق‌شریف | ریدر بولارد                       |
| مصطفی عبداللهی    | مأمور MI6                         |
| خسرو فرخزادی      | ویلیام سالیوان                    |
| چنگیز جلیلوند     | رابرت هایزر                       |
| محمد نادری        | غلامحسین بنان                     |
| حسام نواب‌صفوی     | سید مجتبی نواب صفوی               |
| حسن کریم‌خان‌زند    | خلیل طهماسبی                      |
| محمدرضا ژاله      | سید عبدالحسین واحدی               |
| حسین اعتماد       | محمدمهدی عبدخدایی                 |
| نادر سلیمانی      | شعبان جعفری                       |
| رامین راستاد      | مهرداد پهلبد                      |
| فرزانه نشاط‌خواه   | ملکه نازلی                        |
| عباس شوقی         | اردشیر زاهدی                      |
| نقی سیف‌جمالی      | سلیمان بهبودی                     |
| افسانه ناصری      | فریده قطبی                        |
| یوسف صیادی        | امیر مسعود وزیری                  |
| سپند امیرسلیمانی  | اسدالله علم                       |
| سعید امیرسلیمانی  | اسدالله علم (میانسالی) وزیر دربار |
| اکبر سنگی         | حبیب‌الله ثابت                     |
| سیروس اسنقی       | کریم‌پاشا بهادری                   |
| رامبد شکرآبی      | ارنست پرون                        |
| بهرنگ علوی        | حسین فردوست                       |
| رضا فیاضی         | حسین فردوست (میانسالی)            |
| قطب‌الدین صادقی    | شاپور ریپورتر                     |
| داود رسولیان      | سید محمد بهشتی                    |
| محمود مقامی       | مهدی عراقی                        |
| سعید داخ          | علی شریعتی                        |
| اسکندر کوتی       | محمد مفتح                         |
| حسین بلندمرتبه    | فضل‌الله محلاتی                    |
| بهنام حسن‌پور      | مظفر ذوالقدر                      |
| محمدرضا میرحسینی  | عبدالله کرباسچیان                 |
| مسعود رحیم‌پور     | سیدهاشم حسینی                     |
| محمد علمی‌زاده     | سید محمد واحدی                    |
| علی رامز          | خلیل جواهری                       |
| سامان دارابی      | سیروس خان                         |
| حسین توکلی        | علی قوام                          |
| نیلوفر خرم‌نیک     | لیلی امیرارجمند                   |
| محمد اطهری        | محمدعلی قطبی                      |
| برزو تقی‌نژاد      | آجودان شاه                        |
| بابک میرزا آقایی  | رضا قطبی                          |
| مهران مطیع        | اردشیر ریپورتر                    |
| کیمیا موسوی       | فروغ ظفر                          |
| فرشید سلطانی      | فریدون جم                         |
| میکائیل شهرستانی  | تیمور بختیار                      |
| علی موسویان       | داریوش رفیعی                      |
| احمدرضا اسعدی     | سازفروش                           |
| مهدی صبایی        | گروهبان منفرد                     |
| زهرا عاملی        | ماه گل                            |
| سامان میرحسینی    | رضا وزیری (کودکی)                 |
| ارسلان قاسمی      | رضا وزیری                         |
| وحید نفر          | مظفری                             |
| فرهاد شریفی       | قندی                              |
| تورج نصر          | مخدومی                            |
| فرهاد بشارتی      | دکتر یادگار                       |
| حسن کاخی          | حسن پاکروان                       |
| رهام مخدومی       | نعمت‌الله نصیری                    |
| محمد الهی         | ناصر مقدم                         |
| حسین اعتماد       | امیرحسین ربیعی                    |
| محمد یگانه        | عبدالعلی بدره‌ای                   |
| کاظم افرندنیا     | حسن طوفانیان                      |
| بهمن روزبهانی     | پدرامیر خسرو                      |
| تورج فرامرزیان    | عتیقه فروش                        |
| طوفان مهردادیان   | دکتر کومار                        |
| زویا امامی        | نیر                               |
| محمدرضا حق‌گو      | ناپدری گلنار                      |
| ولی‌الله مؤمنی     | آژان                              |
| سیدجواد هاشمی     | حاج رسول عجمی                     |
| رسول نجفیان       | عمو خسرو                          |
| شهرام عبدلی       | منوچهر                            |
| کاظم هژیرآزاد     | سرهنگ اعتمادی                     |
| رحیم نوروزی       | امیر خسرو                         |
| ثریا قاسمی        | ملکه (سردسته گداها)               |
| سیاوش طهمورث      | علیشاه (هم دوره‌ای رضاشاه)         |
| مرتضی آقاحسینی    | سرتیپ دفتری                       |
| بیژن علی‌محمدی     | اسکندر آزموده                     |
| حسین خدادادبیگی   | سرلشکر قطبی                       |
| حامد محمدیان      | محمود افشارطوس                    |
| محمد حمزه‌زاده     | مهدی رحیمی                        |
| حمیدرضا نعیمی     | غلامعلی اویسی                     |
| اصغر محبی         | اسدالله صنیعی                     |
| مجید زارع‌زاده     | منشی سرهنگ پاکروان                |
| صدرالدین شجره     | عباس قره‌باغی                      |
| رضا خیری‌پور       | دکتر حسینی                        |
| حسین توشه         | عضدی                              |
| کرامت رودساز      | بازجو                             |
| بهراد خرازی       | تهرانی                            |
| فرشید صمدی‌پور     | منوچهر وظیفه‌خواه                  |
| غلامحسین لطفی     | بازجو                             |
| محمد ربانی‌پور     | حسن علوی‌کیا                       |
| بهزاد خداویسی     | پرویز ثابتی                       |
| سیاوش چراغی‌پور    | روچیلد                            |
| عطا مرادیان       | جان اف. کندی                      |
| اصغر ضرابی        | اسمیرنف                           |
| محسن یگانه        | فرانسیس شفرد                      |
| مرتضی راد         | نورمن شوارتسکف (پدر)              |
| اردشیر منظم       | فرانس مایر                        |
| سپیده علوی        | اوریانا فالاچی                    |
| جمشید مشایخی      | کمال دواتگر                       |
| جعفر والی         | روح‌الله خالقی                     |
| محمود اردلان      | طیب حاج‌رضایی                      |
| مسعود چوبین       | منشی دادگاه نواب صفوی             |
| عنایت‌الله بخشی    | فرهاد دادستان                     |
| امیر سلیم‌خانی     | مهدی بوشهری                       |
| علیرضا مهران      | سید علی خامنه‌ای                   |
| شکرخدا گودرزی     | سید روح‌الله خمینی                 |
| حسین باقریان      | اکبر هاشمی رفسنجانی               |
| هایده حائری       | مادام، صاحب کافه آی بتا           |
| بهمن دان          | حسنعلی منصور، نخست‌وزیر            |
| عباس پیرزاده      | موشه دایان                        |
| فتحعلی اویسی      | زندانی سیاسی                      |
| عزت‌الله مهرآوران  | یکی از اهالی                      |

## واکنشها و انتقادات
- سید محمود کاشانی فرزند سید ابوالقاسم کاشانی طی اعتراضی به این سریال اظهار داشت که سازندگان سریال قصد دارند بر ایستادگی کاشانی در برابر مداخله بیگانگان سرپوش بگذارند. وی همچنین محمدرضا ورزی کارگردان این سریال را به دروغ پردازی در «پدرخوانده» و «کاخ تنهایی» متهم کرده بود.[۱۳]
- ابوالحسن مختاباد، منتقد موسیقی نیز اعتراضاتی را راجع به نمایش سن و ظاهر فیزیکی روح‌الله خالقی ارائه کرده‌است. وی در سال ۱۳۲۰ (داخل سریال) بسان پیر مردی ۶۵ ساله جلوه می‌کند درحالی که نام برده در آن سال ۳۵ سال بیشتر نداشت.[۱۳]
- همچنین شهاب مرادی در برنامه زنده تلویزیونی با انتقاد از سریال معمای شاه گفت: دیالوگ‌های این سریال باور پذیر و برای مخاطب قابل پذیرش نیست، آیا کسی باور می‌کند شاه ضعیف و همجنس باز بوده‌است؟ اتفاقاً قوی بود و همه دنیا پشت سرش بودند.[۱۴]
- خسرو سینایی با انتشار نقدی که از این سریال داشته، نوشت: در قسمت پنجم سریال معمای شاه و در یکی از سکانس‌ها، تصویری از دختران تن‌فروش لهستانی نشان داده می‌شود که سربازان آمریکایی از آن‌ها بهره‌کشی می‌کنند. وی با اشاره به تصویری که از حضور لهستانی‌ها در ایران در شبکه‌های تلویزیونی نشان داده می‌شود، گفت: متأسفانه در شبکه‌های داخلی و خارجی تصویر درستی از نحوه زندگی و حضور لهستانی‌ها در ایران نمایش داده نمی‌شود.[۱۵]
- همچنین در بخش دیگر از نظرات مردم در مورد این سریال گفته شد؛ ضعف شدید در سناریو با وجود طیف گسترده وقایع دارای ظرفیت تولید داستان و خرده داستان، بازی گرفتن ضعیف در کنار دکوپاژهایی که به شدت به دیالوگ‌های کلیشه‌ای می‌آیند، باعث شده در بخش‌هایی از این سریال، این حس پدید آید که نکند کارگردان برخی دیالوگ‌ها را برای یک سریال کمیک دربارهٔ تاریخ معاصر نوشته‌است! طبیعتاً حتی اگر این سریال مملو از شعارزدگی که پاسخگوی طیف وسیعی از پرسش‌های نسل جوان نیست و حتی اگر با تمجید و نگاه مثبت برخی مسئولان ارشد نظام نیز همراه شود، سریال قوی نخواهد بود و این دیدگاه همچنان دارای استدلال فنی جدی است.[۱۶]
- فرهاد توحیدی، از نویسندگان سینما و تلویزیون، در گفتگویی در پاسخ به این پرسش که اساساً در نگارش و ساخت آثار تاریخی زاویه نگاه کارگردان یا نویسنده چه تأثیری در روایت داستان دارد؟ گفت: طبعاً در نگارش یک اثر تاریخی نباید نگاه ایدئولوژیک داشت. گاهی شخصی که از این زاویه به وقایع نگاه می‌کند، از سر ایمان به ایدئولوژی این کار را انجام می‌دهد و تصویر خودش را از آنچه واقعیت نام دارد عرضه می‌کند.
- احمد طالبی‌نژاد منتقد تلویزیون و سینما دربارهٔ نقاط قوت و ضعف این سریال می‌گوید: کاری به درجه‌بندی این سریال ندارم که الف ویژه است یا نیست؛ به نظرم معمای شاه یکی از ضعیف‌ترین سریال‌هایی است که دربارهٔ تاریخ معاصر تاکنون ساخته شده‌است. در این سریال همه چیز عوامانه بیان می‌شود. در این سریال جز دیالوگ‌های بد، میزانسن‌های غلط که ناشی از عوام زدگی و جهت‌گیری‌های خاص سیاسی است، چیزی ندیدم.[۱۷]
- صادق زیباکلام پژوهشگر و مدرس دانشگاه هم در این زمینه معتقد است: صدا و سیما می‌خواهد یک نظر خاص را به مخاطب عرضه کند؛ بنابراین چنین اثری به یک برنامه، سیاسی و جهت‌دار تبدیل می‌شود که تاریخ را به شکل واقعی و بدون حب و بغض روایت نمی‌کند و می‌خواهد یک نظر خاص را القا کند.[۱۷]
- سید عبدالجواد موسوی در انتقاد به سریال اظهار داشته :تا اینجا که ندیدم هیچ آدمی که سرش به تنش بیرزد از سریال معمای شاه خوشش بیاید. دست‌اندرکاران سریال خیلی راحت و بی‌پروا منتقدان را به شاه‌دوستی و سلطنت‌طلبی متهم کردند و خیال خودشان را راحت.[۱۸]
- علی حق‌شناس نویسنده و روزنامه‌نگار دربارهٔ این سریال گفت: «این سریال چهره‌ای خاکستری و نادرست از دکتر مصدق و دکتر فاطمی و مبارزات تشکیلاتی و منسجم جبههٔ ملی اول در محدود کردن بی‌نظیر قدرت شاه مخلوع و به سرانجام رساندن نهضت ملی شدن صنعت نفت ارائه داده که قابل پذیرش نیست. مسئولان سریال برداشت‌های شخصی خود از تاریخ را در دهان بازیگران گذاشته‌اند».[۱۹]
- جعفر والی در بخشی از کلیپی که به مناسبت بزرگداشت او در پانزدهمین جشن سالانه انجمن منتقدان و نویسندگان خانه تئاتر پخش شد گفت: من در طول عمرم یک کار انجام دادم که خیلی پشیمانم: سریال «معمای شاه.» ما در این دوران زندگی کردیم. والله اینطور نبود. به خدا اینطور نبود که این سریال روایت می‌کند.»
- علی لدنی تهیه‌کننده این سریال در واکنش به صحبت‌های والی معتقد است چنانچه والی بدون مطالعه فیلم‌نامه حاضر به ایفای نقش شده باشد، اشکالی حرفه‌ای و جدی به وی وارد است. لدنی تأکید می‌کند: «اگر هم مطالعه کرده‌اند و سپس نقش را قبول کرده‌اند؛ دیگر طرح چنین مطالبی چه موضوعیتی دارد؟»[۲۰]
- محمدعلی نجفی کارگردان سریال سربداران و بازیگر معمای شاه نیز می‌گوید: «وقتی دربارهٔ یک اثر تاریخی صحبت می‌کنیم، باید توجه داشته باشیم که کارگردان، مؤلف تاریخ نیست. کارگردان یک منظوری دارد و می‌خواهد نکته ای را بیان کند، مخاطب باید نکته مدنظر کارگردان را متوجه بشود و درک کند. این که شخصیت‌ها از نظر گریم شبیه باشند یا نباشند مهم نیست، مهم این است که این کاراکتر چه حرفی می‌زند.»

### اشتباهات
- در زمان ازدواج محمدرضاشاه با ملکه فوزیه و ورود آنها به همراه ملکه نازلی و دیگر همراهان مصری به ایران (در سال ۱۳۱۸)، برخی اعضای خاندان سلطنتی نظیر تاج‌الملوک آیرملو، اشرف پهلوی و شمس پهلوی به اهواز و استقبال عروس و داماد و خاندان سلطنتی مصر رفتند و همچین رضاشاه هم تا راه‌آهن به پیشواز میهمانان شتافت که این موارد در سریال رعایت نشده.
- در حالی که محمد رضا شاه در سال ۱۳۱۷ دانشکده افسری را به پایان رسانده بود، همچنان تا دوران پایانی حضور متفقین در ایران یعنی سال ۱۳۲۵ از لباس دانشکده افسری استفاده می‌کرد.[۲۱]
- شاه قبل از رسیدن به سلطنت از درجه آریابدی استفاده نمی‌کرده‌است و از درجه سروان تمامی استفاده می‌کرده‌است که این مورد در سریال رعایت نشده‌است.[۲۲]
- در سریال، غلامرضا پهلوی در اواخر دهه بیست با درجه سرلشگری نشان داده شده‌است در حالی که این درجه را در دهه پنجاه اخذ کرده بود.[۲۳]
- در سریال حاجعلی رزم‌آرا در سال ۱۳۲۹ با درجه سرلشکری نمایش داده شده‌است این در حالی است که وی در ۱۳۲۷ به درجه سپهبدی ارتقا پیدا کرده بود.[۲۴]
- در سریال قبل از ورود شاه به ایران بعد از کودتای مرداد ۱۳۳۲ فضل‌الله زاهدی با درجه سپهدی در باشگاه افسران ظاهر شده‌است. این در حالی است که در صحنه بعد شاه دستور اعطا درجه را می‌دهد.
- در سریال حسین فردوست در سال ۱۳۲۰ دارای درجه ستوان دومی بود درحالی که در این سال فردوست ستوان یکم بوده‌است.[۲۵]
- در سال ۱۳۳۲ فردوست بعد از بازگشت از فرانسه به مدت چند سال سرهنگ تمام بوده این در حالی است که در سریال درجه فردوست در این سال‌ها سرتیپ نشان داده شده‌است.
- تیمور بختیار در قسمت ۳۷ با درجه سرلشگری و در قسمت ۳۸ دوباره با درجه سرتیپی در سریال ظاهر شده‌است.
- در قسمت آخر سریال در بخش شکستن حکومت نظامی تصاویر آرشیوی با عنوان حمایت انقلابیون از همافران پخش شد که در واقع تصاویر پخش شده از حمله مسلحانه انقلابیون به پادگان عشرت‌آباد و تسخیر تسلیحات ارتش، کارخانه‌ها و انبارهای اسلحه است.
- یکی از ایرادات تاریخی سریال استفاده از لوکیشن کاخ نیاوران است. تا جایی که ما در سال‌هایی ۴۴ و ۴۵ شاه را در ساختمان این کاخ می‌بینیم این در صورتی است که سال ساخت کاخ نیاوران به سال ۱۳۵۲ برمی‌گردد.[۲۶][۲۷]
- در قسمتی شعر یا علی گفتیم و عشق آغاز شد توسط یکی از بازیگران سریال در سال ۱۳۱۸ نوشته می‌شود. این درحالی است که در آن سال این شعر هنوز سروده نشده بود.
- در قسمتی دیگر بازیگران در سال ۱۳۲۰ داخل ماهیتابهُ تفلون غذا می‌خورند در حالی که این جنس در آن زمان وجود نداشته‌است.[۲۸]
- معمای شاه که خواسته بود معتادان زمان رضاشاه آن‌هم در سال ۱۳۱۹ را به تصویر بکشد، تصاویری امروزی از معتادان محله مولوی را نشان داد.[۲۹]
- در سریال شخصیت روح‌الله خالقی قالب یک پیرمرد ۶۰ تا ۷۰ ساله نمایش داده می‌شوددر حالی که طبق اسناد تاریخی روح‌الله خالقی در سال ۱۳۲۰ نهایتاً ۳۵ سال سن داشته‌است.[۳۰]

## آهنگ‌ها
| شماره      | نام                 | هنرمند      | مدت   |
| ---------- | ------------------- | ----------- | ----- |
| ۱.         | «جان من فدای ایران» | سالار عقیلی | ۴:۲۷  |
| ۲.         | «ابریشم و آهن»      | سالار عقیلی | ۴:۴۵  |
| ۳.         | «خون غزل»           | سالار عقیلی | ۴:۱۲  |
| ۴.         | «فاتح»              | بهرام پاییز | ۴:۱۲  |
| مجموع مدت: | مجموع مدت:          | مجموع مدت:  | ۱۳:۲۴ |

## محل فیلمبرداری
- کاخ‌موزه سعدآباد
- کاخ نیاوران
- شهرک سینمایی و تلویزیونی ایران
- کاخ گلستان
- شمس‌العماره
- موزه عبرت
- اقدس الدوله
- مدرسه علوی

## جوایز و نامزدها
-

| ۱۳۹۵ | شانزدهمین دوره جشن حافظ |                             |                                 |       |
| ۱۳۹۵ | شانزدهمین دوره جشن حافظ | بهترین خواننده ترانه تیتراژ | سالار عقیلی                     | برنده |
| ۱۳۹۶ | هفدهمین جشن حافظ        |                             |                                 |       |
| ۱۳۹۶ | هفدهمین جشن حافظ        | بهترین خواننده ترانه تیتراژ | سالار عقیلی (برای قطعه خون غزل) | برنده |